# Johann Gottfried Hermann

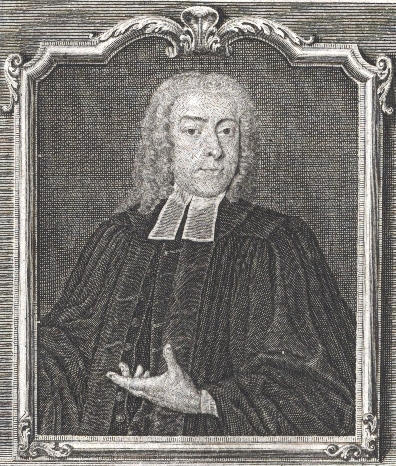
Johann Gottfried Hermann

Johann Gottfried Hermann (* 12. Oktober 1707 in Altjeßnitz; † 30. Juli 1791 in Dresden) war ein deutscher lutherischer Theologe und sächsischer Oberhofprediger.

## Leben
Johann Gottfried Hermann wurde als Sohn des Predigers Magister Gottfried Hermann und der Eleonora Sophia geb. Olearius, Superintendententochter aus Arnstadt, geboren. Durch seinen Vater und Hauslehrer erhielt er bis zu seinem 16. Lebensjahr Privatunterricht. 1722 bekam er vom Rat in Wittenberg eine Freistelle an der Fürstenschule St. Augustin in Grimma. Während dieser Zeit entwickelte Hermann besondere Anlagen in Mathematik, Dichtkunst, Latein und Griechisch.
Der Konrektor der Fürstenschule in Grimma Heinrich August Schumacher übertrug ihm die Ausarbeitung aller vom Gymnasium erscheinenden Schriften. Durch den Besuch des Grafen von Bünau konnte Hermann ein „Meißner Procurastipendium“ erhalten. Daraufhin immatrikulierte er sich 1728 an der Universität Leipzig, wo er Theologie studierte, sich aber auch weiterhin der Mathematik widmete und zudem Hebräisch lernte sowie Philosophievorlesungen hörte. Unterstützung fand er durch den Mathematikprofessor Christian August Hausen, der ihn in seinem Haus aufnahm. Hermann erwarb 1731 den akademischen Grad eines Magisters, worauf er an der philosophischen Fakultät mathematische Vorlesungen zu halten begann. Daneben trat er in das Predigerkollegium ein, um weiter theologische und homileïsche Studien zu betreiben.
Ohne sich beworben zu haben, wurde Hermann 1731 zum Diakon in Ranis ernannt. Von hier wechselte er 1734 als Diakon nach Pegau und wurde drei Jahre später als Prediger der lutherischen Gemeinde nach Amsterdam empfohlen. Dort hielt er am 9. und 12. Februar 1738 seine Gast- und Antrittspredigt. Aufgrund einer verzögerten endgültigen Abreise wurde er am 23. Juli durch das Oberkonsistorialamt in Dresden als Superintendent nach Plauen berufen; diese Beförderung wagte Hermann nicht abzulehnen und sagte daraufhin die Stelle in Amsterdam ab. Das neue hohe Amt bewog Hermann, am 6. Juli 1739 an der Universität Wittenberg zum Doktor der Theologie zu promovieren. In Plauen erarbeitete er ein 1742 veröffentlichtes neues vogtländisches Gesangbuch. Er versah es mit einem Vorwort und fügte das von ihm verfasste Lied „Geht hin, ihr gläubigen Christen, ins weite Feld der Ewigkeit“ ein.
In der Folge wurden Hermann mehrere lukrative Stellen angeboten, die er jedoch ablehnte, da er in Plauen bleiben wollte. Nicht zurückweisen konnte er seine Berufung am 28. Mai 1746 zum Oberhofprediger und Oberkonsistorialrat in Dresden. Damit war er Vorstand aller sächsischen Superintendenten geworden.
Johann Gottfried Hermann heiratete 1732 in Leipzig Christiane Sophie Schell, eine Tochter des Professors Johann Christian Schell. Aus dieser Ehe sind sechs Kinder bekannt, darunter Christian Gottfried Hermann (1743–1813), ein Jugendfreund Goethes und späterer Bürgermeister von Leipzig.

## Schriften
- Historia concertationum de pane azymo et fermeutato in cocea domini. Leipzig 1737.
- D. inaugur. De summa ecclesiae verae dignitate. Wittenberg 1739.
- De harmonia et nexu veritatum theologicarum: oratio solennis in templo acad. Publice habita. Leipzig 1739.
- Von der plötzlichen Ankunft eines seligen Todes, mitten in der Nacht. Leichenpredigt. Plauen 1740
- Die ernstliche Bemühung Gottes um die wahre Glückseligkeit eines Landes.
- Landratspredigt über das evangelische am 2ten Sonntage nach Trient. Dresden, Leipzig 1746.
- Auch in der Homilet. Vorratskammer, Th. 1, 1748.
- Die allersüßeste Ruhe der Knechte Gottes, nach vollbrachter Arbeit. Aus Jes. 57, 2.